# Glenea sexvitticollis
Glenea sexvitticollis är en skalbaggsart som beskrevs av Stephan von Breuning 1950. Glenea sexvitticollis ingår i släktet Glenea och familjen långhorningar.
Artens utbredningsområde är Myanmar. Inga underarter finns listade i Catalogue of Life.